# Leobner Hütte
Die Leobner Hütte (auch Leobener Hütte) ist eine Schutzhütte der Sektion Leoben des Österreichischen Alpenvereins in der Hochschwabgruppe in der Steiermark. Der Österreichische Alpenverein kämpft seit Jahren mit Sanierungsproblemen, die Hütte war deswegen von 2009 bis 2014 geschlossen.

## Lage und Umgebung
Die Hütte liegt auf 1582 m ü. A. am Osthang des Polsters in der südwestlichen Hochschwabgruppe im Gemeindegebiet von Vordernberg. Benachbarte Gebirgsstöcke sind die Griesmauer im Nordosten und der Trenchtling im Osten. Nördlich bzw. nordöstlich des Stützpunktes liegen die Übergänge Hirscheggsattel (1699 m) und Lamingsattel (1677 m). Südwestlich befindet sich das Skigebiet Präbichl.

## Geschichte
Erste Pläne für den Bau einer Hütte gehen auf das Jahr 1913 zurück. Zu diesem Zeitpunkt existierte mit dem sogenannten Knappenhaus eine alte Schurfhütte, deren Besitzer eine Verpachtung jedoch ablehnte. 1923 wurde bekannt, dass die konkurrierenden Naturfreunde eine Schutzhütte in der näheren Umgebung planten, was den Alpenverein zur Eile trieb. Für die im Besitz der Alpine Montan Gesellschaft befindliche Hütte konnte noch im selben Jahr ein Pachtvertrag abgeschlossen werden. Die Verpachtung des Grundstücks, das dem Fideikommiss Massenberg gehörte, zog sich allerdings bis Anfang des Jahres 1926 hin. Der Spatenstich erfolgte im Mai, die Fertigstellung des Rohbaus im August und die Eröffnung am 6. September 1926, im Anschluss an die 40-jährige Bestandsfeier der ÖAV-Sektion Leoben. In den Folgejahren kam es zu Nachbesserungsarbeiten an Dach und Rückwand, nachdem man das Auftreten ungünstiger Fallwinde festgestellt hatte.
In den letzten Jahren geriet die Hütte wegen dringender Sanierungsprobleme immer wieder in die Schlagzeilen. Nachdem sie wegen erheblicher Baumängel für mehrere Jahre geschlossen werden musste, wurden im Sommer 2013 Dachdeckerarbeiten ausgeführt und neue Fenster eingesetzt. Die Neubaukosten von 600.000 Euro können laut Sektionsangaben mittelfristig nicht aufgebracht werden. Im August 2014 wurde die Hütte wieder geöffnet und ist seitdem von Mai bis Oktober jeweils von Donnerstag bis Sonntag sowie an Feiertagen voll bewirtschaftet.

## Tourenmöglichkeiten

### Zugang zur Hütte
- vom Präbichl (1226 m)
  - über den Knappensteig: 1¼ Stunden
  - über die Laufstraße: 1½ Stunden
- Vordernberg (839 m): 2½ Stunden
- Gsollkehre bei Eisenerz (932 m): 2½ Stunden
- Grüner See (776 m): 3½ Stunden
- Sonnschienhütte (1523 m): 4 Stunden

### Tourenziele
- Polster (1910 m): 1 Stunde
- Leobner Mauer (1870 m): 1 Stunde
- Vordernberger Griesmauer (2015 m): 1½ Stunden
- Hochturm (Trenchtling) (2081 m) : 1½ Stunden
- TAC-Spitze (2019 m): 1¾ Stunden
- Frauenmauerhöhle: 1¾ Stunden

Die Hütte liegt weiters am Österreichischen Nord-Süd-Weitwanderweg 05 vom Nebelstein nach Eibiswald.